# Avenue de la Porte-de-Pantin
L'avenue de la Porte-de-Pantin est une voie du 19e arrondissement de Paris, en France.

## Situation et accès
L'avenue de la Porte-de-Pantin est une voie située dans le 19e arrondissement de Paris. Elle débute place de la Porte-de-Pantin au carrefour avec le boulevard d'Indochine. Elle forme le point de départ de la rue des Sept-Arpents, et se termine au carrefour de la route des Petits-Ponts avec l'avenue Jean-Lolive, à Pantin.

## Origine du nom
Elle porte ce nom car elle est située en partie sur l'emplacement de l'ancienne porte de Pantin de l'enceinte de Thiers à laquelle elle mène.

## Historique
Cette voie était initialement une partie de la route nationale 3, sous le nom de « rue de Paris », située autrefois sur le territoire de la commune de Paris et annexée à Paris par décret du 27 juillet 1930 et prend son nom actuel par un arrêté du 3 février 1936.
En 1936, le boulevard Sérurier est dévié une de l'avenue est absorbée par l'avenue Jean-Jaurès et la place de la Porte-de-Pantin[pas clair].